# Marine de guerre de la Guinée
La Marina militare della Guinea, in francese Marine de guerre de la Guinée, è la componente navale delle forze armate dello Stato africano della Guinea.
Creata nei primi anni 1970 con l'assistenza dell'Unione Sovietica, la Marina guineana si sviluppò negli anni della guerra fredda come una buona forza costiera, dotata di naviglio leggero ma militarmente significativo. Dopo la dissoluzione dell'Unione Sovietica, tuttavia, la Marine de guerre entrò in uno stato di profonda crisi, con gran parte del suo naviglio finito dismesso quando non affondato all'ormeggio a causa della carenza di pezzi di ricambio e adeguati interventi di manutenzione. Dagli anni 2000 la Marina guineana è ridotta a una forza molto esigua, con in servizio solo qualche motovedetta per impiego costiero.

## Storia
Una delle prime colonie africane della Francia a ottenere l'indipendenza, la Guinea si costituì come repubblica il 2 ottobre 1958 sotto il presidente Ahmed Sékou Touré; quest'ultimo instaurò ben presto un regime dittatoriale sul paese, troncando alla metà degli anni 1960 tutti i restanti legami con la Francia e avvicinandosi diplomaticamente all'Unione Sovietica e ai paesi del Blocco orientale, che fornirono sostegno ed equipaggiamento per la formazione delle locali forze armate (Forces armées guinéennes). Pur disponendo di una linea costiera affacciata sull'oceano Atlantico e lunga 320 chilometri, cui si aggiunse poi una zona economica esclusiva ampia 59000 km², la Guinea trascurò inizialmente la costituzione di una vera e propria marina militare; la situazione cambiò a causa del sostegno dato da Touré alla lotta dei guerriglieri indipendentisti nella confinante Guinea portoghese, cosa che provocò l'ostilità da parte delle autorità di Lisbona. Il 22 novembre 1970 truppe portoghesi e dissidenti politici guineani organizzarono uno sbarco nella capitale Conakry (operazione Mare Verde), nel tentativo di rovesciare Touré e distruggere il quartier generale del Partito Africano per l'Indipendenza della Guinea e di Capo Verde insediato in città; l'azione ebbe tuttavia solo un limitato successo e i portoghesi dovettero ritirarsi, lasciando Touré saldamente al potere.
La minaccia di un'invasione portoghese o di un tentativo di spodestamento da parte di dissidenti interni appoggiati da Lisbona spinsero Touré a rafforzare il suo apparato militare, portando quindi alla creazione di una vera e propria marina militare. In cambio del permesso di utilizzo del porto e dell'aeroporto di Conakry per le loro operazioni, i sovietici fornirono il materiale e l'addestramento per l'attivazione della Marine de guerre de la Guinée, inizialmente con un organico di 150 effettivi saliti ben presto a 450 nel corso degli anni 1970. Un primo pacchetto di aiuti militari sovietici portò alla cessione, tra il 1971 e il 1972, di quattro pattugliatori costieri della classe Poluchat, due cacciasommergibili della classe MO e quattro motosiluranti della classe P4, tutte unità di seconda mano dismesse dalla Marina militare sovietica; nel 1974 furono invece ceduti tre piccoli mezzi anfibi. Un accordo di cooperazione militare tra Conakry e Pechino siglato nel 1976 portò all'invio di personale navale guineano in Cina per ricevere addestramento all'impiego di sei motocannoniere della classe Shanghai di nuova costruzione, la cui cessione alla Guinea, secondo alcune fonti, non ebbe però mai luogo; tra il 1978 e il 1979 invece un'ulteriore cessione di unità di seconda mano sovietiche fruttò alla Marine de guerre tre motosiluranti classe Shershen (prive di lanciasiluri e impiegate come pattugliatori) e un dragamine della classe T-43.

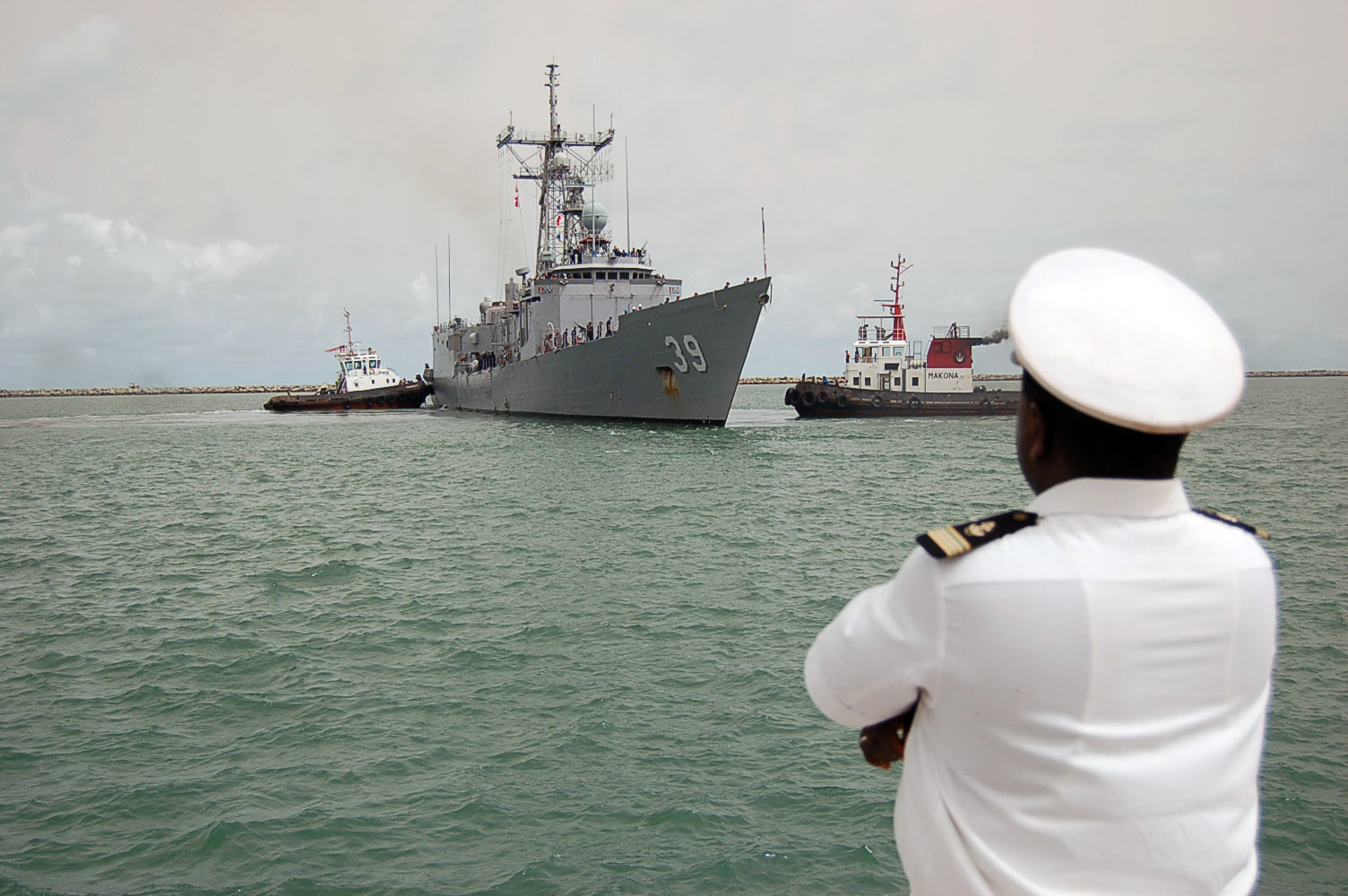
Un ufficiale navale guineano osserva le manovre d'ormeggio della fregata statunitense, in visita a Conakry nel 2007

La fine della guerra coloniale portoghese e l'indipendenza della Guinea-Bissau nel 1974 fecero calare la paura di un rovesciamento del regime di Touré favorito dall'esterno, portando di conseguenza a una progressiva insofferenza verso la presenza militare sovietica a Conakry, vista ora come un inutile peso nelle relazioni con il Blocco occidentale; nel 1978 i consiglieri militari sovietici e cubani presenti nel paese furono allontanati, mentre nel 1979 il governo guineano impose severe restrizioni all'utilizzo del porto di Conakry da parte delle navi sovietiche, di fatto interrompendo il suo utilizzo come base da parte della Marina di Mosca.
Dopo la morte di Touré nel 1984 il paese cadde in mano al generale Lansana Conté, salito al potere con un colpo di Stato e rimasto saldamente alla presidenza fino alla sua morte nel 2008; Conté stabilì un regime più equilibrato nei suoi rapporti con Occidente e Blocco sovietico, non disdegnando di intraprendere collaborazioni militari ora con l'uno ora con l'altro e di acquistare armi da entrambi i fornitori. Per la Marine de guerre questo si tradusse nel 1985 in un primo pacchetto di aiuti dagli Stati Uniti d'America comprendente quattro moderne motovedette prodotte dalla Swiftships, cui Mosca rispose nel 1987 cedendo sette piccole motovedette della classe Zhuk di seconda mano. La cessione militarmente più cospicua a favore delle forze navali guineane ebbe tuttavia luogo nel 1989, quando Mosca cedette due o tre motocannoniere della classe Bogomol: armate con un cannone a tiro rapido da 76 mm AK-176 e un impianto CIWS da 30 mm AK-630, le unità erano all'epoca tra le più potenti imbarcazioni militari in servizio in una marina dell'Africa occidentale.
La successiva dissoluzione dell'Unione Sovietica si rivelò tuttavia profondamente deleteria per la Marina guineana: il venir meno dell'assistenza sovietica comportò non solo una generale carenza di parti di ricambio ma anche di tecnici in grado di garantire la manutenzione ordinaria delle imbarcazioni in servizio, stante anche le modeste risorse cantieristiche del porto di Conakry. Stante anche la grave crisi economica che afflisse la nazione nei primi anni 1990, la Marine de guerre si rivelò ben presto incapace di mantenere in servizio il suo naviglio, finito per gran parte dismesso o demolito a causa della carenza di manutenzione; alla metà degli anni 1990 anche le potenti cannoniere Bogomol finirono ingloriosamente per affondare nel porto di Conakry a causa della mancanza di adeguata manutenzione ai loro scafi. All'inizio degli anni 2000 la Marine de guerre poteva ormai mettere in campo non più di 400 effettivi con solo un paio delle motovedette cedute dagli Stati Uniti e una motolancia acquistata nel 1999; da allora l'unico incremento di naviglio si ebbe nel 2011, quando la Francia cedette tre motovedette di nuova costruzione.